# 圣欧班德吕涅
圣欧班德吕涅（法語：Saint-Aubin-de-Luigné，法語發音：[sɛ̃.t‿obɛ̃ də lɥiɲe] ⓘ）是法国曼恩-卢瓦尔省的一个旧市镇，属于昂热区。2015年12月31日，圣欧班德吕涅和相邻的圣朗贝尔迪拉泰合并成为新市镇瓦勒迪莱永。

## 地理
圣欧班德吕涅（47°19'40"N, 0°40'4"W）面积15.19 平方千米，位于法国卢瓦尔河地区大区曼恩-卢瓦尔省，该省份为法国西部内陆省份，大致对应安茹地区，北起顺时针与马耶讷省、萨尔特省、安德尔-卢瓦尔省、维埃纳省、德塞夫勒省、旺代省、大西洋卢瓦尔省和伊勒-维莱讷省接壤。
与圣欧班德吕涅接壤的市镇（或旧市镇、城区）包括：莱永河畔绍德丰、拉瑞默利耶尔、卢瓦尔河畔罗什福尔。

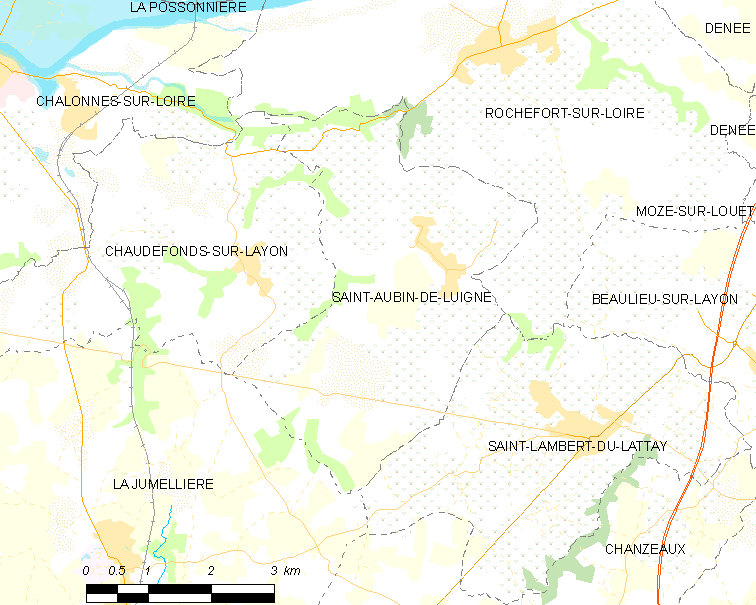
圣欧班德吕涅的OSM定位图

圣欧班德吕涅的时区为UTC+01:00、UTC+02:00（夏令时）。

## 行政
圣欧班德吕涅的邮政编码为49190，INSEE市镇编码为49265。

## 政治
圣欧班德吕涅所属的省级选区为卢瓦尔河畔沙洛讷县。

## 人口

1962-2008年间圣欧班德吕涅人口变化图示

圣欧班德吕涅于2018年1月1日时的人口数量为1254人。